# 羅曼尼夫卡 (茲維亞赫爾區)
50°34′30″N 27°45′30″E / 50.57500°N 27.75833°E
羅曼尼夫卡（烏克蘭語：Романівка），是烏克蘭北部日托米爾州兹维亚赫尔区布罗尼基市镇内的村落及其行政中心。始建於1650年，面積2.69平方公里，海拔高度213米，2001年人口735，人口密度每平方公里273.54人。